# Славенский конец

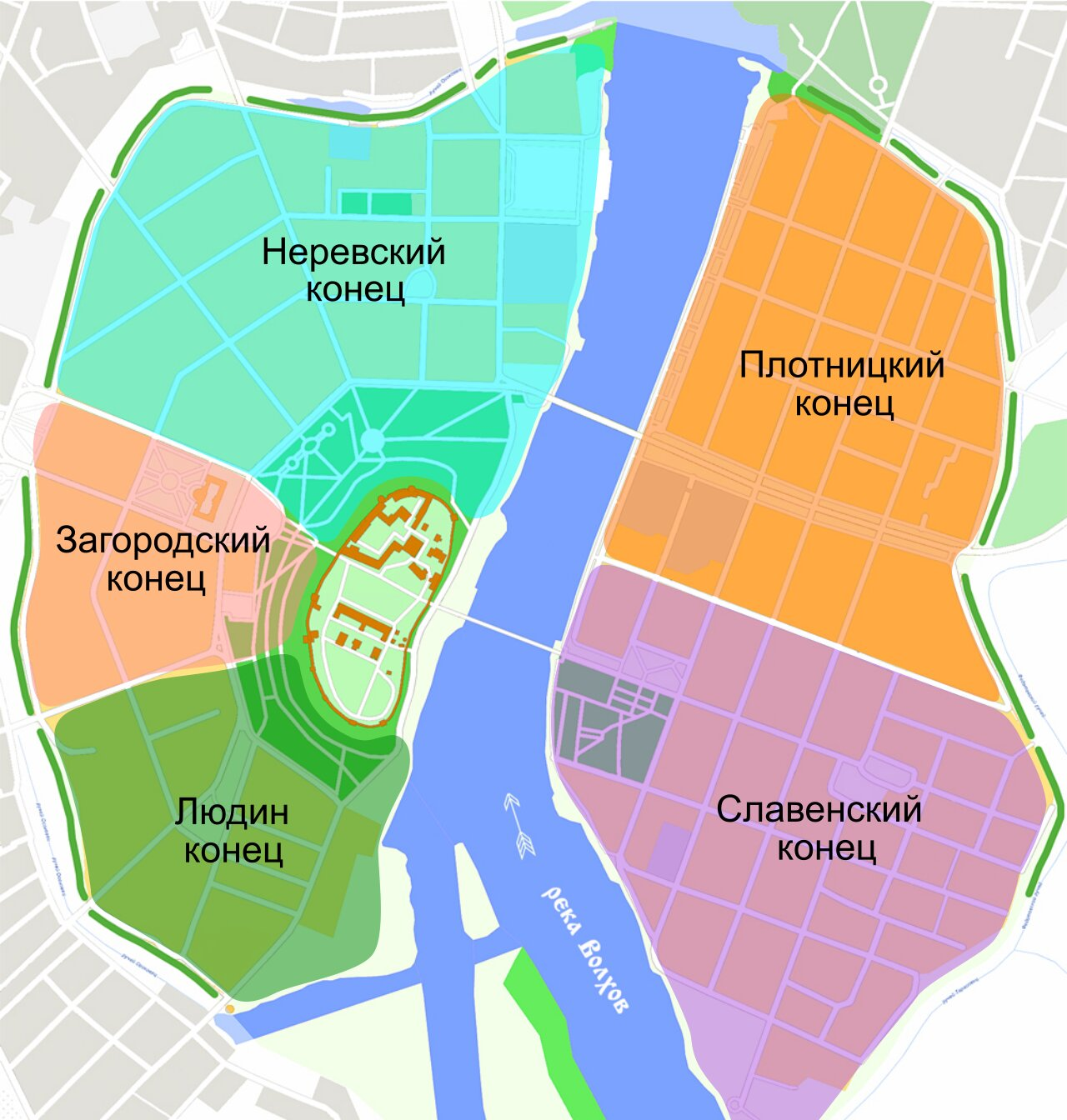
Исторический центр Великого Новгорода

Сла́венский коне́ц — один из пяти концов (районов) древнего Новгорода. В раннее время — один из трёх, с Неревским и Людиным, древнейших концов, на основе которых в последующем сформировался город.

## История
Славенский конец (Славенский холм) получил своё название от микротопонима Славно, который в летописях также именовался просто Холм (поселение на возвышенности). Располагается в южной части Торговой стороны, которая в своё время называлась Славенской. Топоним Славно/Славенский конец, упоминается в списках Новгородской первой летописи около 20 раз.
Во второй четверти X века был построен первый мост через Волхов, связавший Славенский конец с левым берегом. Сосны и ели, из которых была срублена пятая опора древнейшего моста через Волхов, закончили свой рост в период с 932 года до 946 года.
Древнейшая мостовая периферийной Михайловой улицы в Славенском конце датируется 974 годом.
Княжеская резиденция Ярослава (Ярославово дворище) была устроена на окраине Славенского холма на территории ещё свободной от плотной застройки к началу XI века. Вместе с усадьбой Ярослава находился двор его дружинников.
При раскопках на Нутном раскопе в Славенском конце наиболее древнюю дату получил сруб, построенный на 40—45 см культурном слое, отложившемся на материке, из дерева, срубленного в 1063 году. Культурный слой на раскопе мог начать откладываться в 20-х годах XI века.
В слоях XI века в 1970 году был найден деревянный цилиндр-пломба № 3. Надписей на нём не было, но был дважды вырезан княжеский знак. Короткий поперечный канал этого цилиндра был плотно забит деревянной пробкой слегка конической формы, а противоположный, более узкий конец был расщеплён и заклинен. Цилиндр-пломба № 5 был найден на Нутном раскопе в 1980 году. На нём нет ни знаков, ни надписей. Имеет широкую дату 1109—1152 годы.
В 1143 году в 100 метрах к северу от разрушившегося моста на срубных (ряжевых) опорах был построен новый мост на свайных опор ах, связывавший Ярославово Дворище и Новгородский детинец на Левом берегу.
В XII веке из Славенского конца выделился Плотницкий конец или «Плотники».
Как и в других городских концах, общественно значимые вопросы решались горожанами на вече. Вече Славенского конца собиралось у Николо-Дворищенского собора.
Позднейший исследованный ярус на раскопе Нутный-IV датируется началом XV века (порубочная дата — 1401—1405 годы).
По указу Петра I от 14 мая 1723 года о перепланировке Новгорода, в город был направлен некто Григорий Охлопков, и в 1732 году им был составлен новый городской план для Торговой стороны. Согласно этому плану сторону устроили по примеру Санкт-Петербурга — прямые улицы, прямоугольные кварталы. Современные направления улиц, как правило, не совпадают с оригинальными.

## Настоящее время
В 2018 году в раскопе на улице Знаменская дом 15 в усадьбе Славенского конца в слое первой половины XII века была найдена деревянная дощечка с надписью, которая, возможно, является необычной долговой распиской-векселем, оформленным по установленной форме.
В 2019 году на набалдашнике плети (навершие рукоятки в виде птицы), обнаруженном в нижних напластованиях раскопа Дубошин-II второй половины XI века на Никольской улице, была выявлена надпись «Господи помози рабу своему Петрови», а на тыльной стороне нашли монограмму, скрывающую имя Димитрий. Также были обнаружены две вислые свинцовые печати второй половины XI века.
На Торговой стороне вблизи Ярославова дворища в 38-м квартале к югу от Большой Пробойной улицы у руинированной церкви Иоанна Предтечи нашли новгородское кладбище XIV века.
Сегодня на территории Славенского конца располагается архитектурный ансамбль Ярославова дворища, церкви Спаса на Ильине улице, Ильи на Славне, Филиппа-апостола, Знаменский собор и др.
Основные улицы — Большая Московская, Ильина, Михайлова.